# Matteo Caccia
Matteo Caccia (Novara, 24 luglio 1975) è un attore teatrale e conduttore radiofonico italiano.

## Biografia
Diplomato all'Accademia dei Filodrammatici di Milano, inizia lavorando con Antonio Sixty, Andrea Taddei, Massimo Navone.
Nel 1999 conosce Antonio Latella che lo convoca insieme ad altri giovani attori per lavorare ad alcune delle sue produzioni, tra cui Romeo e Giulietta ed Amleto di Shakespeare e Stretta sorveglianza di Jean Genet (premio UBU 2001).
Nel 2005 comincia a scrivere per il teatro e il suo primo testo Hotelofficina è finalista del premio Riccioneteatro.
Nel 2006 debutta con lo spettacolo, da lui scritto ed interpretato, "La maglia nera" che narra la storia di Luigi Malabrocca.
Parallelamente all'attività teatrale, inizia a lavorare come inviato e conduttore radiofonico prima a Radio Popolare e poi a Radio2.
Dal 2001 al 2006, conduce insieme a Federico Bianco la trasmissione Aria condizionata, all'interno del palinsesto estivo di Radio2.
Nell'estate 2007, conduce, sempre su Radio2, la trasmissione Barabba, insieme a LaLaura.
L'8 settembre 2008, comincia la prima puntata di Amnèsia trasmessa da Radio2, uno sceneggiato che si è fatto conoscere per la sua storia: Matteo un anno prima mentre si trova in teatro viene colpito da un'amnesia retrograda globale. Nel programma Matteo tiene un diario in cui ricostruisce i pezzi della sua vita. Radio2 trasmette l'ultima puntata dell'ormai cult Amnesia il 31 luglio 2009 in cui Matteo svela ciò che tutti si sono chiesti: si tratta di vera Amnèsia o è tutta una storia inventata?
Da lunedì 18 gennaio 2010 inizia la trasmissione di fiction Vendo tutto in onda in fascia pomeridiana alle 16:00 su Radio 24. Ogni giorno Matteo Caccia, dichiarandosi volenteroso di cambiare completamente la propria vita in seguito all'abbandono da parte della propria ragazza vende su eBay un oggetto che gli è appartenuto e in trasmissione descrive come è entrato in possesso dell'oggetto e cosa ha rappresentato per lui.
Da lunedì 6 settembre 2010 Matteo Caccia conduce il romanzo radiofonico a puntate Io sono qui su Radio 24, andato in onda dal lunedì al venerdì alle 16:00 alle 16.45. Un programma dalla regia di Tiziano Bonini, scritto insieme a Stefano D'Andrea, in cui racconta ogni giorno un episodio della sua vita. Il 23 giugno il programma chiude il ciclo con una serata finale live ed andata sold out, presso la Sala Collina, all'interno della sede di Milano Via Monte Rosa de Il Sole 24 Ore.
Il 5 settembre 2011 il trio Matteo Caccia, Tiziano Bonini e Stefano D'Andrea riprende nella medesima fascia oraria, con la trasmissione Voi siete qui, un programma di storytelling basato sulle storie degli ascoltatori.
Nel 2015 torna a Radio2 con Una vita.
Nel 2016 conduce su Rai2 Pascal in cui, attraverso la lettura di piccoli episodi di vita vissuta, trasmette le emozioni dei protagonisti e rende straordinarie le vite comuni degli ascoltatori - scrittori che ad essa partecipano.
Nel 2018, insieme a Mauro Pescio, realizza il podcast La piena - il meccanico dei Narcos in esclusiva per Audible: la vera storia di Gianfranco Franciosi, meccanico navale infiltrato per conto della polizia italiana in un'organizzazione dedita al traffico internazionale di cocaina.
A settembre 2019 torna a Radio 24 alla conduzione del nuovo programma Linee d’ombra – Storie dei nuovi vizi capitali.
Venerdì 13 dicembre 2024 esce la prima puntata del suo nuovo podcast quotidiano "Orazio" per Il Post. 

## Opere
- Amnèsia, Mondadori, 2009.
- Il nostro fuoco è l'unica luce, Mondadori, 2012.
- Il silenzio coprì le sue tracce, 2017.
- Crime investigation podcast Vois , 2022.